# Amyda cartilaginea
La tartaruga dal guscio molle asiatica o tartaruga dal guscio molle dai raggi neri (Amyda cartilaginea) è una specie di tartaruga dal guscio molle della famiglia Trionychidae. Nonostante il nome, non è l'unica tartaruga dal guscio molle in Asia (la maggior parte delle trionichine sono asiatiche).

## Descrizione

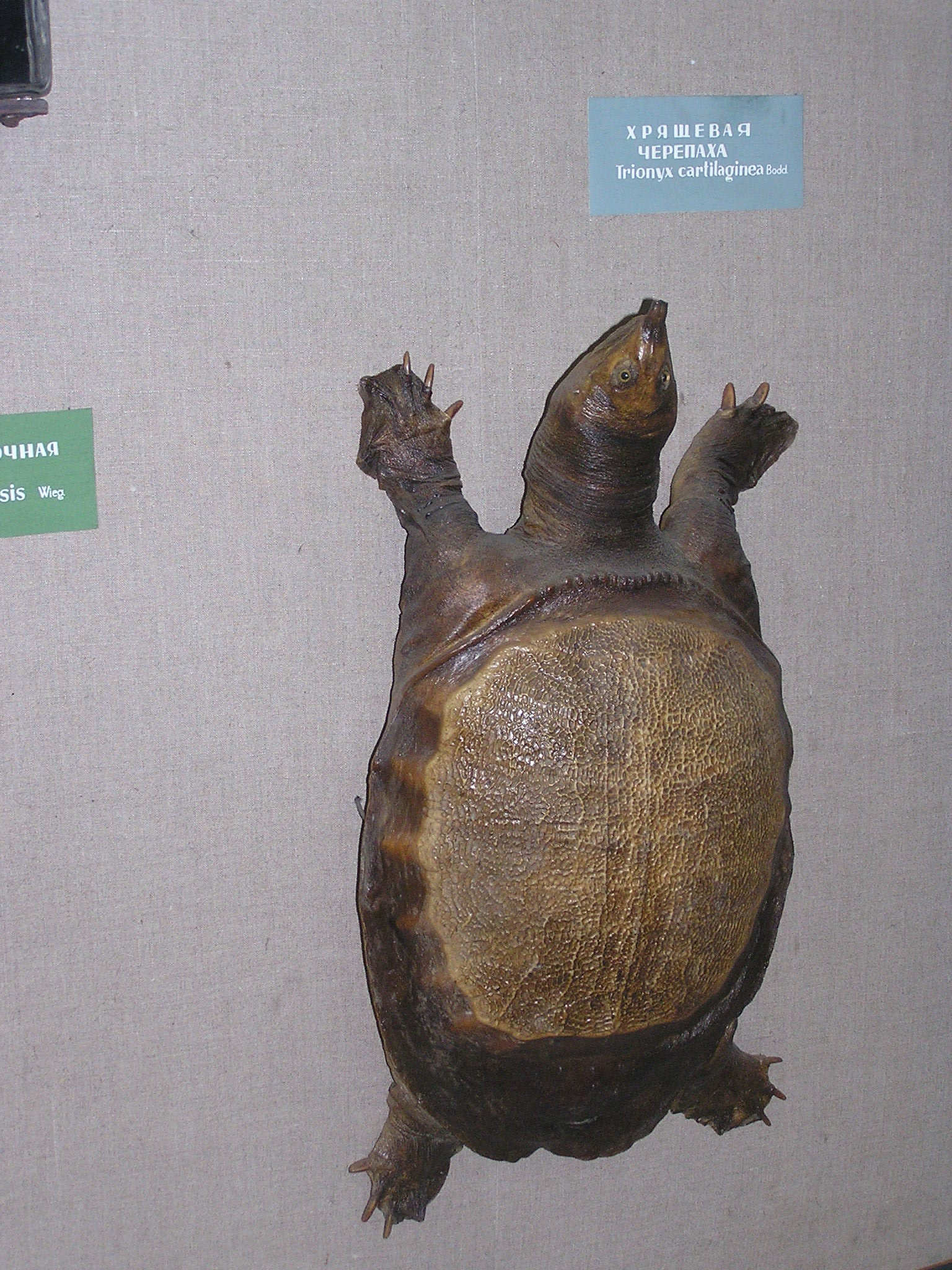
Un esemplare di Amyda cartilaginea in un museo di San Pietroburgo

L'Amyda cartilaginea ha un guscio che cresce da 70 a 80 cm di lunghezza. Il guscio della tartaruga giovanile ha un aspetto ruvido; gli adulti hanno un guscio che è morbido e di consistenza coriacea. Questa tartaruga è di taglia media, cresce fino a pesare tra i 15 e i 25 kg, con rapporti non confermati che affermano che l'Amyda cartilaginea può arrivare a pesare fino a 105 kg. Il suo carapace è di forma ovale; sulle tartarughe adulte il suo colore varia dal tenue oliva al verde-marrone. Sui giovani, il carapace è marrone scuro o nero, tuttavia questo colore sbiadisce con l'età. Sul guscio si possono trovare punti gialli e occasionali macchie nere, ma anche questi svaniscono man mano che la tartaruga invecchia. Il suo piastrone è sessualmente dimorfico, appare bianco nei maschi e grigio nelle femmine.
La testa di Amyda cartilaginea può essere nera o marrone. La sua testa mostra tipicamente punti gialli che a volte sembrano fondersi insieme, creando strisce allungate. Quando la tartaruga invecchia, la sua regione della nuca diventa bianca o grigia. Un tratto che aiuta a differenziare la tartaruga dal guscio molle asiatica da altre specie simili è il suo muso notevolmente allungato. Questo è un adattamento che, unito alla sua grande flessibilità, aiuta la tartaruga a respirare quando si è seppellita. L'aumento dello scambio gassoso, risultato di un adattamento noto come "respirazione faringale", consente alla tartaruga dal guscio molle asiatica di rimanere immersa nell'acqua per lunghi periodi di tempo. L'Amyda cartilaginea ha diversi tubercoli permanenti sul collo; questi tubercoli possono apparire gialli o neri. Anche gli arti della tartaruga dal guscio molle asiatica hanno macchie gialle, ma di solito sono in quantità inferiore e difficili da distinguere. I suoi piedi sono larghi e piatti, simili a pagaie. Come nota descrittiva finale, i maschi hanno code più lunghe e più spesse rispetto alle femmine.

## Distribuzione
L'Amyda cartilaginea si trova in Bangladesh (regione di Bandarban), Brunei, Cambogia, India nord-orientale, Indonesia (Java, Kalimantan), Laos, Malesia (Sabah, Sarawak), Myanmar, Singapore, Thailandia e Vietnam.

## Biologia
Si nutre di pesci, anfibi e altre creature acquatiche.

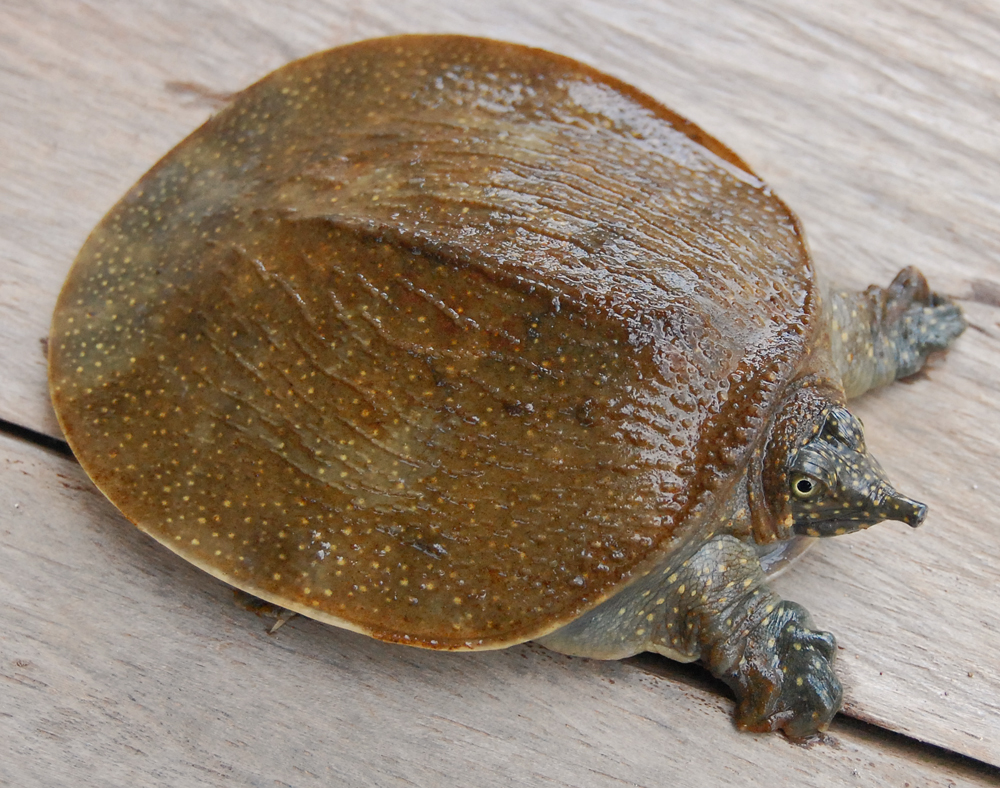
Esemplare di Amyda cartilaginea

La femmina depone covate composte da 4 a 8 uova, ma è probabile che gli esemplari più grandi ne depongano anche 30. Talvolta un'unica femmina può avere più covate nel corso dello stesso anno, anche tre o quattro. L'incubazione dura tra i 130 e i 140 giorni.

## Tassonomia
Viene fatta una distinzione tra due sottospecie:
- Amyda cartilaginea cartilaginea del Laos e della Cambogia (bacino idrografico del Mekong)
- Amyda cartilaginea maculosa della Thailandia e del Myanmar (anche nello Yunnan)

Amyda ornata era precedentemente classificata come sottospecie di Amyda cartilaginea.

## Rapporti con l'uomo
L'Amyda cartilaginea è fondamentale per il commercio nelle aree in cui risiede, come l'Asia e l'India. È una delle poche specie raccolte dove risiedono naturalmente, fornendo cibo alle persone nelle aree circostanti. Sono un alimento importante nella cultura del Sarawak. Queste aree hanno una scarsa varietà di cibo. Tuttavia, lo sfruttamento e il commercio di Amyda cartilaginea potrebbero danneggiare la popolazione della tartaruga. Milioni di tartarughe dal guscio molle asiatiche vengono spedite in queste regioni ogni giorno, causando la spedizione di più di quanto viene prodotto nel loro habitat. Gli Stati Uniti hanno alcune regioni in cui risiedono queste tartarughe e partecipavano anche al commercio della tartaruga dal guscio molle asiatica. Tuttavia, una volta che questo commercio ha dimostrato di avere qualche pericolo per la popolazione della tartaruga, sono state messe in atto leggi per interrompere il commercio di Amyda cartilaginea negli Stati Uniti. In seguito, anche altri paesi hanno iniziato a farlo.